# Gothic 3: Forsaken Gods
Gothic 3: Forsaken Gods (в российском издании «Готика 3: Отвергнутые Боги») — отдельное дополнение к ролевой компьютерной игре Gothic 3, разработанное индийской компанией Trine Games и изданное JoWood. Разработчик предыдущих частей игры Piranha Bytes не принимал участия в создании игры. В Российской Федерации игра была локализована и издана компанией Руссобит-М совместно с GFI. Дополнение не требует наличия оригинальной игры.

## Сюжет игры
Действие происходит через два года после событий Gothic 3. Из трёх возможных концовок «Готики 3» разработчики выбрали ту, в которой безымянный герой уходит с Ксардасом в неизвестные земли. Людям удалось провести революцию и отобрать у орков большую часть королевства Миртаны. Под контролем орков остались Трелис, Монтера и Кап Дун. Их возглавил Торус, бывший во времена правления орков управляющим внешними областями Трелиса. В то же время Готу и Фаринг возглавил Горн. Чувствуя нарастающую мощь орков, Горн принял решение атаковать войска Торуса. Между орками и людьми снова началась война. Четыре оставшихся города Миртаны отошли от конфликта. Гельдерн и Сильден стали управляться Иногом и Аногом, бывшими повстанцами, пытавшимися провести революцию в Сильдене. Венгард и Ардея отошли к имперским войскам во главе с Ли, бывшим главой Нового лагеря в Долине Рудников в Хоринисе.
Находясь в другом измерении, безымянный герой и Ксардас спорили о судьбе Миртаны, так как Ксардас надеялся, что с исчезновением божественной силы война прекратится. Безымянный герой решил вернуться и своими силами объединить Миртану; Ксардас встал у него на пути, и они сошлись в поединке. Безымянный герой вышел из неё победителем, вернувшись обратно в Миртану. Он сильно устал и у него есть только два факела. Его нашли люди Анога и привели в Сильден...

## Особенности игры
- Из трёх игровых областей доступна только Миртана (Варант и Нордмар удалены из игры)
- Теперь выносливость персонажей имеет неотъемлемый параметр в бою. Если выносливость станет близка к нулю, то персонаж не сможет ни защищаться, ни производить удары.
- Квестов, в отличие от Gothic 3, стало меньше.
- Игра стала линейной.
- Игра, как и предыдущая часть, изобилует большим количеством ошибок. Даже патчи для лицензионной версии 1.0.6 и 1.0.7 не смогли до конца решить эти проблемы.

## Выпущенные патчи
На данный момент выпущены патчи до версии 1.06,1.07, 1.08.09, 2.00.16. и 2.01.08

## Отзывы
| Русскоязычные издания | Русскоязычные издания |
| Издание               | Оценка                |
| --------------------- | --------------------- |
| Absolute Games        | 20 %                  |
| «Игромания»           | 5/10                  |

Игра получила преимущественно оценки от крайне негативных до посредственных. Большинство фанатов серии считают эту часть самой худшей, не считая вышедшей позже Arcania: Gothic 4 и её сиквела.